# Terrot
Die Terrot Textilmaschinen GmbH ist ein deutscher Textilmaschinenhersteller mit Sitz in Chemnitz. Sie geht auf das 1862 von Charles Terrot und Wilhelm Stücklen als Stücklen und Terrot gegründete Unternehmen zurück.

## Geschichte

### Stücklen und Terrot

#### Charles Terrot
Die Firma trägt den Namen von Charles Terrot (* 12. Oktober 1831 in Kyllburg, Eifel; † 16. Januar 1903). Bald nach seiner Geburt zogen die Eltern nach Troyes in Frankreich. Dort fand Charles schon früh Arbeit bei der Wirkmaschinenfabrik Mott & Fouquet in Troyes. Schon im Alter von 19 Jahren bekleidete er die Stelle eines Werkmeisters.
Im Jahre 1851 veranlasste die württembergische Regierung den Fabrikanten Honoré Frédéric Fouquet, eine Wirkmaschinenfertigung in Württemberg aufzubauen (siehe auch Industrialisierung in Rottenburg). Fouquet folgt diesem Aufruf und gründete in Stuttgart ein Unternehmen, das mit dem Können der französischen Wirkmaschinenindustrie ausgestattet war und zu dem er seinen jungen Werkmeister Charles Terrot entsendete. Charles Terrot fühlte sich in Stuttgart zunächst nicht zuhause, da er an Sprache und Sitten nicht gewöhnt war. Dies änderte sich jedoch, als er im Jahre 1854 eine Schwäbin heiratet.

#### Firmengründung
Im Jahre 1862 verließ Terrot seine Stellung als Werkmeister bei Fouquet und gründete zusammen mit dem Kaufmann Wilhelm Stücklen am 16. April 1862 sein eigenes Unternehmen, die Firma Stücklen & Terrot. Er begann mit nur wenigen Arbeitskräften in einem Schuppen in Stuttgarts Silberburgstraße, Rundwirkmaschinen zu bauen. 1867 erhielt die Firma Stücklen & Terrot auf der Pariser Weltausstellung für eine Rundwirkmaschine französischer Bauart nach Fouquet eine Bronzemedaille. 1871 stellte Stücklen & Terrot die 500. Maschine her und erhielt auf einer Ausstellung in Ulm als Auszeichnung den Silbernen Kranz. Die Maschine war bereits damals mit einem Transmissionsantrieb ausgerüstet.

### C. Terrot
1880 schied Wilhelm Stücklen nach 18-jähriger Tätigkeit aus gesundheitlichen Gründen aus dem Unternehmen aus. Charles Terrot übernahm das Unternehmen und führte dieses als Alleininhaber unter der Firmenbezeichnung C. Terrot weiter.
Die fortschreitende Technik und die immer größere Nachfrage auf dem Maschinenmarkt machten eine Vergrößerung des Werkes notwendig. Charles Terrot fand im Jahre 1882 einen Bauplatz in Cannstatt, auf dem er ein neues Werk nach modernen Standards bauen ließ. Er schaffte eine Dampfmaschine in Verbindung mit einer Transmission an, mit der er die Produktionsprozesse gegenüber der früher mit Handkurbeln betriebenen Maschinen wesentlich beschleunigte. Im Jahre 1886 feierte Charles Terrot im Rahmen einer Feier die Fertigstellung der 5000. Rundwirkmaschine.

#### Niederlassung Dijon
Ein Jahr später, 1887, errichtete Charles Terrot in Dijon, Frankreich, eine Tochtergesellschaft seines Unternehmens, deren Leitung er seinem Sohn Franz Terrot und Schwiegersohn Wilhelm Duttlinger übertrug. Neben der Herstellung von Rundwirkmaschinen wurde in diesem neuen Betrieb auch die Fabrikation von Fahrrädern und später von Automobilen und Motorrädern begonnen. Dieses Werk wurde später in die Selbständigkeit entlassen und für die Herstellung der Terrot-Motorräder bekannt.

#### Die ersten Rundstrickmaschinen
Als der Bedarf an Strümpfen einen neuen Maschinentyp erforderte, beschloss Charles im Jahre 1891 die Herstellung von Rundstrickmaschinen, mit denen Ärmel- und Hosenränder, sowie grobe Strickkleidung hergestellt werden konnten. Dies war eine bedeutende Neuerung, denn es wurden nun qualitativ bessere Strumpfwaren und Trikotagen hergestellt. Der jetzt einsetzende weltweite Maschinenexport führte zu einer Blüte des Terrot-Werkes. 

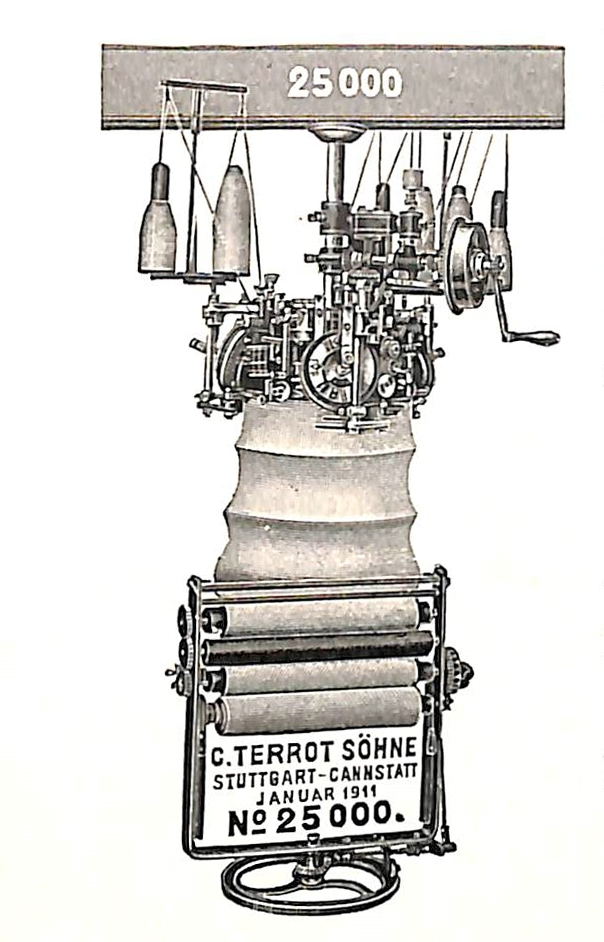
Die 25.000. Rundwirkmaschine (1911)

#### Charles Terrot im Ruhestand
70-jährig zog sich Charles Terrot am 1. Januar 1901 in den Ruhestand zurück. Seine Söhne und Schwiegersöhne Karl Terrot, Ernst Terrot, Franz Terrot, August Freund und sein Schwiegersohn Wilhelm Duttlinger übernahmen die Führung der Firmen in Bad Cannstatt und Dijon.
1911 feierte Terrot die Herstellung seiner 25.000 Rundwirkmaschine und der 2.000 Rundstrickmaschine. Der Anwendungsbereich der Maschinen konnte deutlich erweitert werden. Sie dienten nunmehr auch zur Herstellung von Sport- und Arbeitsjacken, Damenblusen, Kinderbekleidung, Handschuhen und Krawatten, Badehosen und Badeanzügen.

#### Motorräder und Autos in Dijon
Auch der Betrieb in Dijon entwickelte sich sehr gut. Fahrräder wurden immer mehr nachgefragt, 1902 wurde das erste Motorrad in Dijon hergestellt.
Ab 1912 wurden in Dijon auch Automobile hergestellt, ein Modell mit einem Vierzylindermotor mit einem Hubraum von 1.444 cm³ und eines mit einem Hubraum von 1.460 cm³. Als Folge der deutschen Niederlage im Ersten Weltkrieg wurde das Werk in Dijon enteignet und später verkauft, behielt aber den Namen Terrot bei.

#### Der Erste Weltkrieg
Das Cannstatter Werk kam ungehindert durch den Ersten Weltkrieg und die Inflation. Neukonstruktionen und Verbesserungen führten zu einer Fülle von neuen Produkten, die vom Markt nachgefragt wurden.

### C. Terrot Söhne & Co
1936 wurde das Unternehmen in die Kommanditgesellschaft C. Terrot Söhne & Co umgewandelt. Persönlich haftende Gesellschafter waren Franz Terrot und Ernst Künemund. 39.000 Rundwirkmaschinen und 9.000 Rundstrickmaschinen hatte das Unternehmen bis zu diesem Zeitpunkt hergestellt. Im Vordringen sind die Großrundstrickmaschinen, die nunmehr auf dem Gebiet der Ober- und Sportbekleidung eingesetzt wurden.

#### Der Zweite Weltkrieg
Während des Zweiten Weltkriegs wurde Terrot auch für die Rüstungsindustrie eingesetzt. In der Nacht zum 20. Oktober 1944 legten Spreng- und Brandbomben das Terrotwerk in Bad Cannstatt in Schutt und Asche. Im Mai 1945 konnte mit 250 Arbeitnehmern ein Neuanfang gestartet werden. Es war die Materialbeschaffung, die Schwierigkeiten bereitet. Erst im Winter 1946/47 konnte deshalb eine Serienproduktion anlaufen und die ersten Maschinen ausgeliefert werden.
Auch die Geschäftsführung wurde neu geregelt, denn im September 1943 starb nach kurzer Krankheit der persönlich haftende Gesellschafter Ernst Künemund und 1947 starb an den Folgen einer Operation der persönlich haftende Franz Terrot. Die Geschäftsleitung übernahm Hans Terrot, der Sohn von Franz Terrot.

#### Nachkriegszeit
Der Wiederaufbau in der Nachkriegszeit war von einem ständig steigenden Bedarf an Rundstrickmaschinen geprägt. Die 1960er Jahre bis in die erste Hälfte der 1970er Jahre verstärkten diesen Trend, getrieben vor allem durch die weltweit herrschende Jersey-Mode. 1962 stellte Terrot den Bau von Rundwirkmaschinen ein. Sie werden wegen des Vordringens der Rundstrickmaschinen nicht mehr ausreichend gefragt.
1952 wurde Hans Terrot mit dem Bundesverdienstkreuz ausgezeichnet und das Unternehmen feierte sein 90-jähriges Bestehen mit der Feststellung, die Belegschaft sei größer als je. Es habe seine 50 000. hochleistungsfähige Rundwirk- und Rundstrickmaschine gebaut und den Weltruf, Spitzenerzeugnisse deutscher Qualitätsarbeit herzustellen, bewahrt.

#### Werk Wahlstedt
Schon 1959 reichen die Produktionskapazitäten von Terrot in Bad Cannstatt nicht mehr aus. Am 1. März 1959 wird der Textilmaschinenbau Wahlstedt Bierbaum und Co. in Wahlstedt, übernommen, firmiert sofort unter C. Terrot Söhne & Co. und stellt Rundstrickmaschinen her, die speziell für Unterwäsche geeignet sind. In Wahlstedt wurden zu diesem Zeitpunkt speziell für die Produktion feiner Unterwäsche geeignete Rundstrickmaschinen, sogenannte „Transfermaschinen“ gebaut. Später dann auch weitere Maschinen der Terrot-Programmes. Das Werk Wahlstedt wurde 1973/74 ausgebaut.

#### Werk Waiblingen
1972 wurde die Produktion nochmals erweitert. Terrot erstellt ein neues Werk in Waiblingen und beschäftigte nunmehr über 900 Mitarbeiter und nahm  eine weltweite Spitzenstellung in Qualität und Leistung neuer Maschinen für die Oberbekleidung ein.

#### Konkurs
Im Jahre 1975 erfolgte ein unerwarteter steiler Absturz der Nachfrage nach Jersey-Stoffen. Viele Stricker mussten ihre Betriebe schließen. Damit stürzte auch die Nachfrage nach Strickmaschinen ab. Terrot zog daraus zunächst die Konsequenz, das Werk in Wahlstedt in Schleswig-Holstein 1976 zu schließen. Aber auch das Stammwerk in Bad Cannstatt war nicht mehr ausgelastet. Im Januar 1977 meldete die C. Terrot Söhne & Co. beim Amtsgericht Stuttgart Bad Cannstatt das Konkursverfahren an. Zum Konkursverwalter wurde der Stuttgarter Rechtsanwalt Klaus Albert Maier bestellt. Die Terrot Söhne & Co. war nicht mehr zu retten und wurde im Rahmen des Konkursverfahrens liquidiert.
Klaus Albert Maier schloss das neu erbaute Werk in Waiblingen und übertrug im Rahmen eines Asset Deals die Geschäftsaktivitäten in Bad Cannstatt auf eine neu gegründete Gesellschaft, die Terrot Strickmaschinen GmbH, die sich, befreit von vielen Altlasten, am Stammsitz Stuttgart-Bad Cannstatt erfolgreich weiterentwickelte.

### Terrot Strickmaschinen GmbH
Die Terrot Strickmaschinen GmbH wurde vom französischen Terrot-Vertreter Leon Gelrubin gegründet und finanziert. Der Gesellschaftsvertrag datiert vom 22. Juni 1977. Leon Gelrubin wurde danach Geschäftsführer der Terrot Strickmaschinen GmbH und prägte diese Gesellschaft wesentlich. 1987 bekam Terrot mit der Firma Sulzer Morat, einem Schweizer Textilmaschinenhersteller, einen weiteren Gesellschafter. Sulzer Morat brachte seine eigenen Strickmaschinenaktivitäten bei Terrot ein, wofür sie ein Drittel der Geschäftsanteile bekam. Ein weiterer neuer Gesellschafter war Werner Böhringer, der Leon Gelrubin ablöste und ebenfalls ein Drittel des Stammkapitals von Terrot hielt.

#### Maschinenbau in Chemnitz
Nach der Wiedervereinigung engagierte sich Terrot in Sachsen und übernimmt im Dezember 1992 die Strickmaschinen GmbH in Chemnitz, die aus dem DDR-Kombinat Strickmaschinenbau ausgegliedert wurde und die ursprünglich drei der ältesten Strickmaschinenhersteller Deutschlands in sich vereinigte:
- G. Hilscher in Chemnitz gegründet 1851
- Seyfert & Donner in Chemnitz gegründet 1875 und
- C.A. Roscher in Mittweida gegründet 1885

Terrot baute den Chemnitzer Betrieb zu einer verlängerten Werkbank aus. Der Betrieb war rechtlich selbständig und firmierte unter Chemnitzer Strickmaschinen GmbH.

#### Übernahme von Albi Tailfingen
Im Jahre 1995 übernahm Terrot die Firma Albi in Tailfingen und damit drei weitere Maschinentypen für Jaquard und Uni-Plüsch.

#### Der Niedergang
Terrot verlor in den letzten Jahren des 20. Jahrhunderts aus unterschiedlichen Gründen an Umsätzen. Nachteilig für Terrot war, dass nunmehr auch China und Japan im Maschinenbau aufholten und in den unteren Preissegmenten zu einer starken Konkurrenz wurden. In den USA ging für Terrot ein wichtiger Markt verloren, denn die Globalisierung führte in den USA dazu, dass die US-amerikanischen Stricker nicht mehr konkurrenzfähig waren und innerhalb von wenigen Jahren aufgaben.
Im Jahre 2000 beschäftigte Terrot in Bad Cannstatt 430 und in Chemnitz 250 Arbeitnehmer und stellte über 1000 Rundstrickmaschinen her. Terrot vertrieb seine Produkte weltweit; 98 Prozent wurden exportiert. Starke Exportländer waren vor allem China, Thailand, Brasilien, Ägypten, Türkei und die USA. Der Außenumsatz von Terrot belief sich auf 177 Millionen DM, im Jahr 2000 musste ein Verlust von 23 Millionen DM verkraftet werden.
Die Verluste von Terrot wurden weitgehend über Bankkredite finanziert, die im Jahre 1994 noch 32,4 Millionen DM, zum 31. Dezember 2000 jedoch bereits 69,3 Millionen DM betrugen. Angesichts der dramatischen Verluste schlossen sich Ende des Jahres 2000 die finanzierenden Banken zu einem Bankenpool zusammen und ließen sich das gesamte noch vorhandene Vermögen von Terrot mit einer Globalzession aller Kundenforderungen, der Sicherungsübereignung aller Warenvorräte übertragen, Patente und Marken verpfänden sowie Grundpfandrechte bestellen. Terrot verfügte damit über kein freies Vermögen mehr. In den Monaten Januar bis März 2001 ging der Auftragseingang nochmals kontinuierlich zurück. Wurde im Dezember 2000 noch ein Auftragseingang von 130 Maschinen verzeichnet, waren es im März 2001 nur noch 50 Maschinen.

#### Die Insolvenz
Dies veranlasste die Geschäftsführung, am 23. März 2001 beim Amtsgericht Stuttgart die Eröffnung des Insolvenzverfahrens zu beantragen, nachdem auch die Zahlungsunfähigkeit eingetreten war. Der Stuttgarter Rechtsanwalt Volker Grub wurde zum Insolvenzverwalter bestellt.

##### Das Sanierungskonzept
Das von Grub erarbeitete und umgesetzte Sanierungskonzept sah vor, die Produktion in Stuttgart-Bad Cannstatt vollständig stillzulegen und den Maschinenpark nach Chemnitz zu verlagern. Dort sollte ausschließlich produziert werden. Verwaltung mit Vertrieb, Forschung, Entwicklung und Produktion, sowie einer Musterstrickerei, verblieben in Cannstatt. In Stuttgart waren noch 74 Arbeitnehmer und in Chemnitz 220 Arbeitnehmer und 8 Auszubildende beschäftigt. Chemnitz hatte den Vorteil, über ausreichende Fachkräfte zu verfügen. Die Personalkosten lagen circa 30 Prozent unter denen im Raum Stuttgart. Die wöchentliche Regelarbeitszeit betrug in Stuttgart 35 Stunden, in Chemnitz jedoch 38 Stunden. Auch der Arbeitsmarkt bot in Chemnitz bessere Voraussetzungen. In Stuttgart waren aufgrund der Arbeitsmarktlage Fachkräfte wie Mechaniker, Monteure, Elektriker, Elektroniker und Konstrukteure gesucht. Es war auch zu befürchten, dass in Stuttgart qualifizierte Mitarbeiter aufgrund der guten Arbeitsmarktlage abwandern würden.

##### Die versuchte Restrukturierung
Der Restrukturierungsprozess war anfangs erfolgreich. Im Geschäftsjahr 2002 wurde bei einem Umsatz von 48,5 Millionen ein Gewinn von 1,9 Millionen Euro erzielt. In Hinblick auf die günstige Entwicklung konnte auch in Chemnitz das Betriebsanwesen Paul-Gruner-Straße 72 von der Treuhandanstalt erworben werden.
Im Jahre 2003 war im Textilbereich eine weltweite Konsumentenzurückhaltung zu verspüren. Dies führte zu einer schwachen Auslastung der Textilfabriken, insbesondere in den wichtigen asiatischen Regionen. Hierbei handelte es sich um die negativen Auswirkungen des von den USA begonnenen Irak-Krieges, die Vogelkrankheit SARS in Thailand und den starken Anstieg des Euro-Kurses im Verhältnis zum amerikanischen Dollar. Investitionsbeschränkungen in China, der Wegfall der Exportquoten der WTO im Jahre 2005 und der hohe Euro-Kurs trugen zum Auftragsrückgang entscheidend bei. Investitionsprojekte in Strickmaschinen in China, Indien, Pakistan und der Türkei wurden verschoben.
Dies führte zu einem Rückgang der Umsätze von Terrot. Statt geplanter 48 Mio. Umsatz wurde im Jahre 2003 nur noch ein Umsatz von 43 Mio. Euro erzielt. Auch der große Erfolg, den Terrot auf der internationalen Textilausstellung ITMA in Birmingham im Oktober 2003 mit technischen Neuheiten erzielte, konnte den Auftragsrückgang nicht stoppen. Terrot stellte dort die weltweit erste und feinste Single-Rundstrickmaschine der Feinheit E46 vor, die große Bewunderung erfährt.

##### Übernahmeverhandlungen
Terrot ging in Kurzarbeit und Grub führte intensive Übernahmeverhandlungen, unter anderem mit dem großen Mitwettbewerber Mayer & Cie. und drei bedeutenden chinesischen Maschinenbauern, nämlich China Textile Machinery (Group) Co. Ltd. Shanghai, Shanghai Nr. 7 / Pacific Mechatronic und Jiangsu Jinsheng Industry Co. Ltd. Als diese Verhandlungen scheiterten und der Bankenpool am 30. November 2005 die dem Insolvenzverwalter gewährten Kredite nicht mehr verlängerte, musste Grub die Stilllegung des Unternehmens einleiten.

##### Übernahme durch Peter Schüring
Unter dem Druck der bevorstehenden Stilllegung des Betriebes unterbreitete die Berliner Unternehmensberatung Schüring & Andreas im März 2006 mit Unterstützung der sächsischen Beteiligungsgesellschaft ein Angebot zur Übernahme der Geschäftsaktivitäten von Terrot. Für die benötigten Kredite wurde vom Freistaat Sachsen eine Landesbürgschaft erteilt. Die sächsische Beteiligungsgesellschaft erbot sich für eine stille Beteiligung.

##### Die Verwertung des Anwesens in Bad Cannstatt
Das Grundstück in der Dürrheimerstraße 12 hatte eine Grundfläche von 14.750 m² und 20.000 m² Nutzflächen in verschiedenen Bauten, die seit der der Erbauung des Werkes im Jahr 1882 entstanden waren.
Nach der Stilllegung des Betriebs Ende 2001 begann Grub die freigewordenen Flächen preiswert zu vermieten. Dies lockte viele Künstler an, die dort ihre Ateliers einrichteten. Grub schloss in den nächsten 4 Jahren 61 Mietverträge ab.
Die Verwertung des Grundstückes verzögerte sich, weil die Stadtverwaltung sich nicht im klaren war, wie das Gelände zukünftig genutzt werden sollte. Erst 2005 entschied sich die Stadt mit dem städtebaulichen Rahmenplan Seelbergstrasse für preiswertes Wohnen.
Dies veranlasste das Stuttgarter Siedlungswerk zum Kauf des Geländes am 14. März 2006. Grubs Aufgabe blieb es, alle Mietverhältnisse zu beenden und die Gebäude abzubrechen. Asbest und Verschmutzungen mit Mineralöl müssen beseitigt werden. Auch die Kriegsschäden erschwerten den Abbruch. Auf dem Gelände befindet sich ein 10 Meter tiefer Bombenkrater der mit Schutt aufgefüllt wurde. Auch der Bombensuchdienst wurde eingesetzt. Damit erfolgte die Übergabe des Grundstückes erst im Sommer 2008.
Die Stadt Stuttgart änderte noch den Bebauungsplan, sodass Siedlungswerk erst 2012 sein Bauvorhaben mit 112 preiswerten Wohneinheiten, einem Pflegeheim, einer Begegnungsstätte und einer Kita abschließen konnte.

##### Das Ende der Terrot Strickmaschinen GmbH
Grub schloss das Insolvenzverfahren der Terrot Strickmaschinen GmbH 2013 ab. Insolvenzforderungen Höhe von 60 Mio.€ erhielten eine Quote von 2,3 %.

### Terrot GmbH
Mit Wirkung zum 1. Juni 2006 übernahm die neugegründete Terrot GmbH, vertreten durch ihren Geschäftsführer Peter Schüring, die Geschäftsaktivitäten von Terrot in Chemnitz. Sie übernahm zunächst 110 Mitarbeiter, konnte jedoch die Mitarbeiterzahl in den nächsten Jahren wieder auf 260 im Jahre 2017 aufbauen. Peter Schüring war mit der Terrot GmbH erfolgreich und führt sie wieder an die Weltmärkte zurück.
Die Mitarbeiterzahl verdoppelte sich hier von 2006 bis 2017 auf 260, gruppenweit beschäftigte das Unternehmen ca. 310 Mitarbeiter.
2014 übernahm das Unternehmen den italienischen Rundstrickmaschinenhersteller Pilotelli als 100-prozentige Tochter. Die Terrot GmbH hatte eine Exportquote von nahezu 100 Prozent. Mit mehr als 50 Handelsvertretungen und Servicezentren war Terrot in ca. 85 Ländern der Welt vertreten.
Die indische Voltas Ltd. hielt 24 % der Anteile von Terrot.
Im Mai 2023 wurde über die Terrot GmbH ein Insolvenzverfahren in Eigenverwaltung eröffnet.

## Terrot Textilmaschinen GmbH
Ende 2023 erfolgte die Übernahmen der Terrot GmbH durch die Santoni Shanghai Knitting Machinery. Nach Auflösung der Terrot GmbH wurden alle Unternehmensaktivitäten in  die neugegründetete Terrot Textilmaschinen GmbH übernommen.
Das Produktspektrum der Terrot Textilmaschinen GmbH umfasst Rundstrickmaschinen zur Herstellung von Single-Jersey-, Double-Jersey- und Jacquard-Gestricken. Die produzierten Stoffe finden Verwendung in unterschiedlichen Anwendungsbereichen, darunter Bekleidungs- und Heimtextilien, Freizeit- und Sportmode, in der Automobilindustrie sowie bei technischen und medizinischen Textilien.